# 约翰·W·约翰斯顿
约翰·沃菲尔德·约翰斯顿（英語：John Warfield Johnston，1818年9月9日—1889年2月27日）是来自美国弗吉尼亚州阿宾登的律师兼政治家，曾担任弗吉尼亚州参议员，弗吉尼亚州在南北战争结束后重新加入联邦，约翰斯顿以民主党人身份当选该州联邦参议员并任职13年。
根据美国宪法第十四条修正案，宣誓效忠联邦后又在南北战争期间选择支持邦联者不得再出任公职。根据这一规定，约翰斯顿本来没有资格进入国会。但是，他曾在战争结束后对一名濒临死亡的前奴隶提供帮助，为此自由民管理局建议取消对他出任公职的限制，约翰斯顿也成为一度支持邦联，但仍得以进入联邦参议院任职的第一人。:11–14
约翰斯顿的参议员生涯经历过多个议题的洗礼。首先是有关阿灵顿宫的辩论，约翰斯顿起初对另觅地点安葬成千上万的军人遗骨感到反感，但随着辩论的展开，他感到自己有必要维护罗伯特·李家人的权益，党派希望他保持沉默，但这反过来又成为他人指责约翰斯顿的论据。约翰斯顿还公开反对德克萨斯－太平洋法案，该法案是铁路利益集团争夺南方铁路控制权的产物，还在1877年妥协中作为筹码发挥作用。他置身供资者和重新调整者的争斗，主张各州应全额偿还内战前欠下的债务。这场争斗在保守党瓦解、重新调整者党和民主党成立中达到高潮。最终重新调整者党占据上风，约翰斯顿卸任参议员后，于1889年2月27日在里士满去世，享年70岁。

## 家族背景和早年经历
约翰斯顿是在爷爷位于弗吉尼亚州阿宾登附近的房子“潘尼塞罗”（Panicello）中出生，是父亲约翰·沃菲尔德·约翰斯顿医生和母亲路易莎·史密斯·博文（Louisa Smith Bowen）的独子。他的爷爷是彼得·约翰斯顿（Peter Johnston）法官，曾于革命战争期间在亨利·“轻骑兵哈里”·李部下效命，他的太婆则是帕特里克·亨利的妹妹。约翰斯顿的母亲是弗吉尼亚州政治家里斯·博文（Rees T. Bowen）的妹妹，他的叔伯则包括联邦众议员查尔斯·克莱门特·约翰斯顿（Charles Clement Johnston）和内战将领约瑟夫·埃格尔斯顿·约翰斯顿（Joseph Eggleston Johnston），联邦众议员亨利·博文（Henry Bowen）也是他的表亲。约翰斯顿家族拥有苏格兰、英格兰、威尔士，以及苏格兰混爱尔兰血统。
约翰斯顿先后在阿宾登学院、位于哥伦比亚的南卡罗莱纳大学、以及弗吉尼亚大学法学院就读。1839年取得律师从业资格后，他开始在弗吉尼亚州塔兹韦尔执业。
1841年10月12日，约翰斯顿同妮基蒂·布坎南·弗洛伊德（Nicketti Buchanan Floyd）成婚，女方的父亲是弗吉尼亚州州长约翰·弗洛伊德（John Floyd），母亲则是另一位州长约翰·布坎南·弗洛伊德（John Buchanan Floyd）的妹妹:765。妮基蒂很小就成为天主教徒，约翰斯顿也在婚后皈依。
1859年，约翰斯顿同家人迁居阿宾登，起初住在东大街:765。据当地居民回忆，长者和年轻人登门拜访，对这家人的到来表示欢迎，约翰斯顿对此很高兴，大家的相处也很愉快。住在东大街的同时，一家人也开始在阿宾登以东约5公里处修筑新屋，并为房子起名“埃格尔斯顿”（Eggleston），约翰斯顿和家人还给房子加上昵称“达斯蒂城堡”（Castle Dusty），再于1860年8月后的某个时间迁入。
约翰斯顿和妮基蒂共有12个孩子，其中一个叫乔治·本·约翰斯顿（George Ben Johnston），是里士满知名医师，曾做过弗吉尼亚州历史上的第一例消毒手术。

## 早期事业

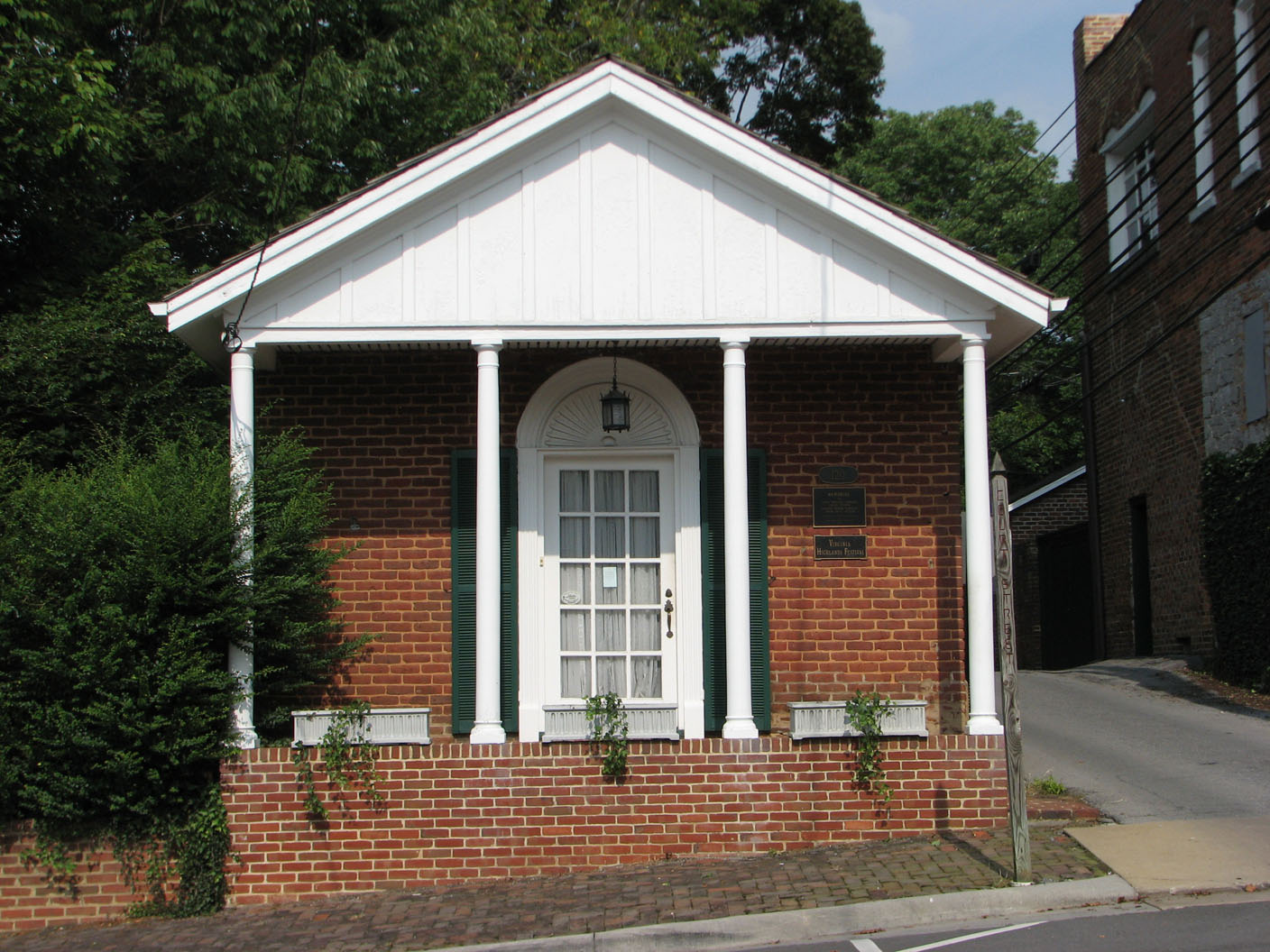
约翰斯顿和特里格律师事务所（图），位于阿宾登市中心的法院街，如今属弗吉尼亚州华盛顿县历史学会所有。

1844至1846年，约翰斯顿是塔兹韦尔县的州检察官。1846年，他经选举继任州参议员，所代表的县包括塔兹韦尔县、威斯县、格雷森县、史密斯县、卡洛尔县和普瓦斯基县:424。完成1846至1847年的剩余任期后，他又获得连任，继续任职到1848年:428。
约翰斯顿曾于南北战争期间出任邦联出纳，还于1861年当选阿宾顿市议员:648。他在战争期间的具体事迹大多已无从考证，只知他曾致信约翰·埃克尔斯（John Echols）准将，称弗吉尼亚州西南部由北军支持者组建的秘密组织“美国英雄团”正在逐渐壮大。军方利用这封信同其他报告一起要求法院授权暂停人身保护令，以便采取拘捕行动。
战争结束后，约翰斯顿于1867年在阿宾顿建立维拉玛丽亚学院，向女性提供接受教育的机会。1869至1870年间，他是弗吉尼亚州高等巡回法院和衡平法院的法官:600。约翰斯顿还于1869年左右同当地青年律师合伙开办律师事务所，这个名叫丹尼尔·特里格（Daniel Trigg）的年青人之后成为约翰斯顿的女婿。1872年，约翰斯顿和特里格在法院附近的一幢小楼开设办事处，这便是日后的约翰斯顿和特里格律师事务所。
1868年11月，约翰斯顿给女儿去信，透露黄油出现短缺，担心买不到用来过冬的黄油。不过“有排骨、香肠和油炸猪皮面包的话，没有黄油也行。事实上，我开始觉得黄油不管怎么说都属于奢侈品，穷苦人家根本吃不上”。

## 联邦参议员

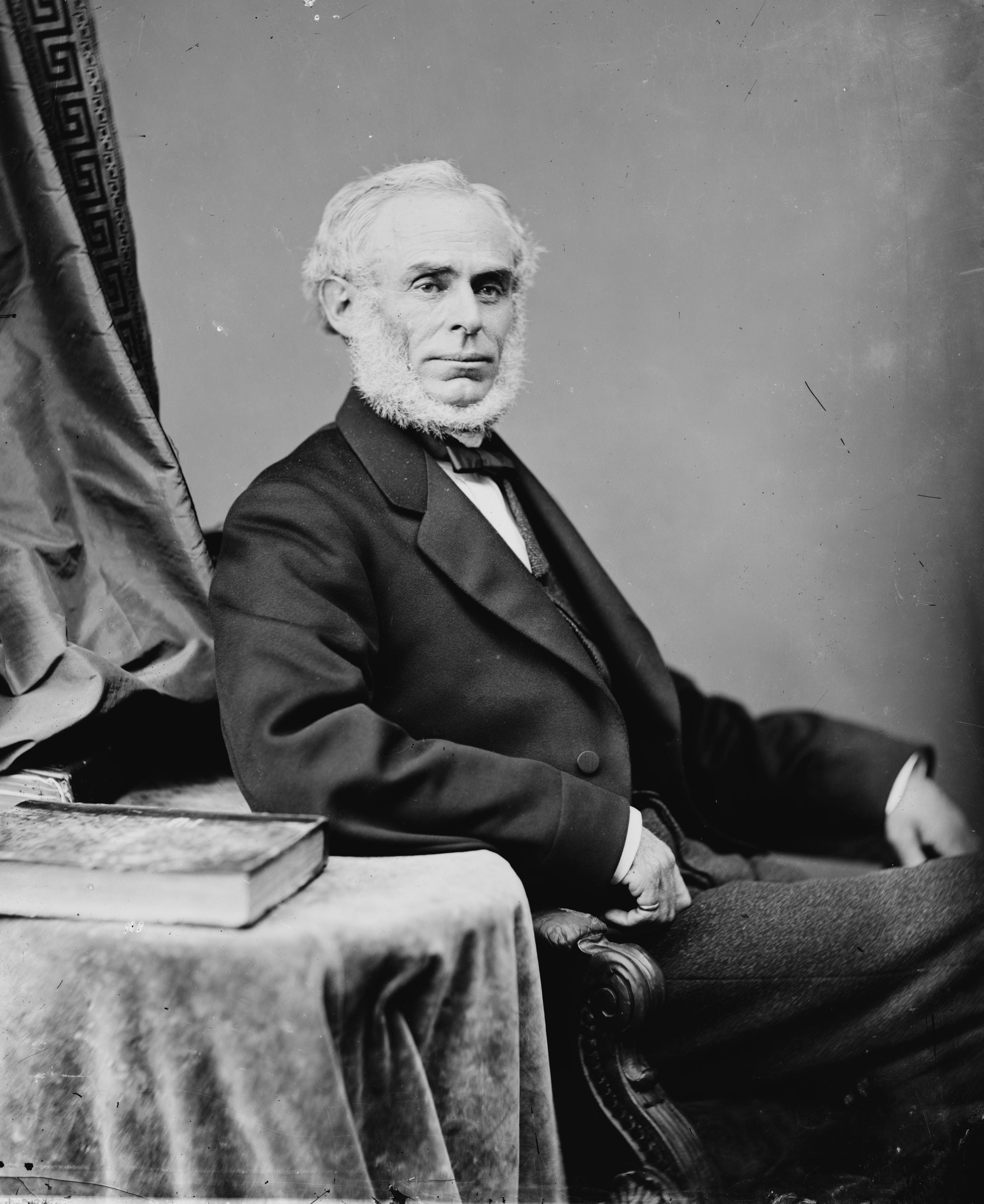

1869年时，弗吉尼亚州实质上已属军事区。吉尔伯特·沃克（Gilbert C. Walker）这年当选州长，州内政治迎来以辉格党为基础的温和保守主义时期。新一届州议会批准联邦宪法第十四和第十五条修正案，为战后重建划上句点，议会还选出两名联邦参议员，约翰斯顿便是其中之一，他可以继续完成1865年3月开始的6年参议员任期。约翰斯顿收到另一位参议员威廉·马洪（William Mahone）于1869年10月18日寄出的信，要求他务必赶第一班火车前往里士满，“不得延误，你可是参议员”。
约翰斯顿是当时弗吉尼亚州少数有资格出任公职的人之一，根据联邦宪法第十四条修正案规定，任何一度效忠邦联者都不能出任公职，也不能担任军官，除非国会两院均以三分之二多数取消这一限制。曾是奴隶的老人彼得（Peter）计划从密西西比州经阿宾顿前往弗吉尼亚州夏洛特县，到达阿宾顿时因体力不支病倒，临死前得到约翰斯顿的热心帮助，受此事影响，自由民管理局地方办事处向国会建议恢复约翰斯顿出任公职的资格，国会接受了这一建议。:6:87
诺福克和西部铁路从距约翰斯顿的家约180米处经过，许多黑人获得解放后都试图沿这条路返回昔日被卖为奴隶的家园。1865年夏，约翰斯顿对经过这里的许多人提供食物和庇护，这年8月，他在铁路旁的马厩里发现已经奄奄一息的彼得，然后将其背到自己家里，彼得在约翰斯顿家中住了至少1个月。:6–13
彼得在体力略有恢复后把自己的经历告诉约翰斯顿，后者将之纪录下来，这些纪录如今与他的其他文件一起存放在杜克大学。彼得曾是夏洛特县某位里德先生（Mr. Read）的奴隶，同约翰·伦道夫（John Randolph）是近邻。里德将彼得转卖给某贸易商还债，彼得被迫离开夫人和年幼的女儿，在密西西比州的一片棉田工作了35个年头。恢复自由后，彼得步行回家并从阿宾顿经过:6–13。约翰斯顿写道：“对于我和夫人来说，我们所有的关怀显然也无法重建一具遍体鳞伤的躯体，死神已近在咫尺。他的身体迅速衰弱，生命也充满疲惫、辛劳和困顿。但想必主上会给他眷顾，给予他永恒的安宁，让他和父母亲人团聚”:12，彼得最终因结核病去世:4。
得知约翰斯顿的善举后，自由民管理局致信宾夕法尼亚州联邦众议员威廉·凯利（William Kelley），建议取消针对约翰斯顿出任公职的限制:4，凯利接受建议，法案在两院顺利通过，约翰斯顿直到从报纸上得知法案通过才知悉此事:2。

### 概况
1869年12月，约翰斯顿带着弗吉尼亚州重新加入联邦的希望前往哥伦比亚特区，但这一期望直到1870年1月26日才成为现实，约翰斯顿再于此后不久开始任职。这一延误主要是因为国会需要通过法案来准许弗吉尼亚州议员加入:4。
约翰斯顿从1月28日开始任职，但一开始就遭遇困难。佛蒙特州联邦参议员乔治·埃德蒙兹（George F. Edmunds）质疑约翰斯顿的身份，怀疑他是在招摇撞骗，直到西弗吉尼亚州参议员威特曼·威利（Waitman T. Willey）为约翰斯顿的身份担保才解决这个问题:5–6。接下来，国会又要求约翰斯顿在一份他没看过的文件上签字，这份文件便是绝对忠诚誓词，其中要求所有白人男性宣誓他们从来都没有拿起武器对抗联邦，也没有支持过邦联。如果不是坐在旁边的特拉华州参议员托马斯·F·贝亚德发现，约翰斯顿可能就会因签署这一文件而“永远为弗吉尼亚州人民所不齿”:7。绝对忠诚誓词早在1867年时就已认定违宪，但却一直沿用，到1871年才退出历史舞台。约翰斯顿是当时唯一一位曾支持邦联的联邦参议员，其他人要么生来就是北方州公民，要么就是北军的支持者:11-14。
约翰斯顿进入参议院时，保守党和激进党是弗吉尼亚州的两大政党。约翰斯顿属保守党，该党是内战前的民主党和辉格党共同组成的联盟。民主党曾是辉格党的死对头，宁愿另组新党也不愿加入辉格党，保守党因此诞生。约翰斯顿在国家政坛中的投票立场不明，但由于共和党在参议院占据绝对多数，共68名参议员中只有10个民主党人，他的立场总体上也无关大局:11–13。从写给弗吉尼亚州新任州长的一封信来看，约翰斯顿有可能同共和党人站在一边，为换取他人青眼相看而“沦为党派和州的叛徒”:13。不过，约翰斯顿接下来谢绝加入共和党的正式邀请，转而参加联邦众议院和参议院民主党议员的联席会议，会议宣布“弗吉尼亚州的保守党人就是哥伦比亚特区的民主党人”，打消外界对他的疑惑:13。
约翰斯顿的任期从1870年1月26日开始，1871年3月4日结束，又于1871年3月15日赢得连任，任期从这个月4日开始。1877年，他再度取得连任，任职到1883年3月4日。他是参议院革命债权委员会的一员，并在第45和47届国会期间担任委员会主席，还在第46届国会期间出任农业委员会主席。
1881年11月，约翰进入外交关系委员会任职。根据记载，克拉拉·巴顿（Clara Barton）请求总统切斯特·艾伦·阿瑟签署日内瓦公约（旨在建立红十字国际委员会），亚瑟将此事告知外交关系委员会，约翰斯顿这时正是委员会成员。

## 政治议题

### 阿灵顿宫相關争议

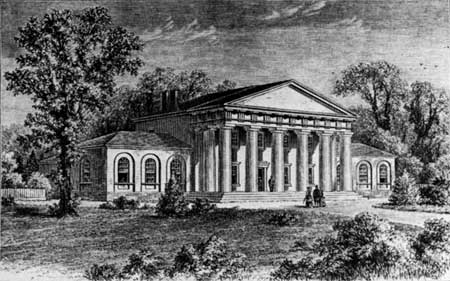
1861年前的一份阿灵顿宫素描，于1875年出版。

1870年12月13日，肯塔基州联邦参议员托马斯·麦克里（Thomas C. McCreery）提出有关邦联前军事领袖羅伯特·李故居阿灵顿宫的决议案，随即被压倒性的反对声浪淹没:14–23。北军在内战期间占领阿灵顿宫，并将其中的土地做为墓地，到战争结束时共有1万6000名军人长眠于此。麦克里提出的决议案要求通过调查确定阿灵顿宫的归属，有可能会将之归还给罗伯特·李夫人。此外，麦克里还提议政府修复阿灵顿宫，归还在其中找到的任何华盛顿遗物，并在附近另觅合适地点重新安置阵亡将士遗体。据约翰斯顿回忆，这项决议在参议院引发的争议是他担任参议员13年间最激烈的，还导致他陷入“我一生中最痛苦和尴尬的境地”:11-14，他也遭受到压倒性的反对：
|  | 在我看来，挖出并运走成千上万的人的遗骸来创造就业机会，这种想法可谓令人发指，特别是这些人还是战死沙场的勇士。不但实质内容令人不快，这项决议案的语气也是如此，感觉就像在说：“这儿，粉饰这些围栏，洗刷这些楼层，修整这套房屋和庭院，把这些骸骨挖出来，再把这片场地交还业主”。:24 |

然而，就在针对决议展开辩论期间，约翰斯顿感到李将军九泉之下不应承受这样的指责，自己有义务为他辩护。其他民主党人知道他的看法，州内要人主动找上约翰斯顿，期望他为党派和弗吉尼亚州的福祉考虑，对此事保持沉默。约翰斯顿预料他会因此事在故乡受到非议，事实也的确如此:24–25。竞选连任期间，他的对手就以此事为突破口发动进攻。弗吉尼亚州议会派出代表前往首都同民主党议员了解情况，议会收到报告后对约翰斯顿的做法感到满意:26。
之后，约翰斯顿努力在国会发表演说，为罗伯特·李夫人以及她有关建设纪念馆的提议背书。但是，参议院起初拒绝让他就此演讲:41。国会议程接近尾声时，约翰斯顿趋参议院讨论另一法案时提出动议，再以这次动议为机遇要求演说，参议院同意他的请求，但演说也在参议院楼层“引发极大的愤慨和急躁情绪”:42。李氏家族及其顾问希望能把出售阿灵顿宫的真相及李夫人对这片物业的所有权要求向全国范围公开:27，如果最终判断认定这片物业是她的财产，那么她希望能获得赔偿，然后再将庄园送给政府，最终联邦最高法院于1882年做出偏向李氏家族的裁决:30–31。

### 德克萨斯－太平洋法案

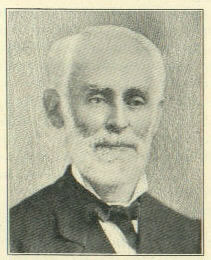
去世前不久的约翰斯顿

1887年，正竞选连任的约翰斯顿陷入争议。这场争议主要围绕美国北方和南方的铁路利益集团展开。约翰斯顿反对汤姆·斯科特（Tom Scott）旗下的德克萨斯和太平洋铁路和德克萨斯－太平洋法案，该法案对斯科特为首的利益集团有利。斯科特试图说服南方各州接纳他的铁路，这样这些州就会任命愿意投票支持法案的人出任联邦参议员。如果斯科特成功转变弗吉尼亚州议会的态度，约翰斯顿的议席就岌岌可危，因为他对法案的反对立场已是众所周知。约翰斯顿在信中写道：“我对太平洋铁路的态度已经摆在人们眼前，我没有改变立场，也不打算这么做。我相信自己是对的，而且也做好了承担后果的准备。我打算与之抗争到底”。威廉·马洪也站到约翰斯顿的对立面，反对他连任:146。斯科特在大部分南方州得偿所愿，但在弗吉尼亚州和路易斯安那州败兴而归，约翰斯顿也连任成功。
1876年总统大选后，德克萨斯－太平洋法案成为1877年妥协中的筹码。1878年，约翰斯顿在国会演说反对斯科特的铁路公司，特别是反对第942号法案，称其为“南方商业利益的绝对威胁”。

### 供资者和重新调整者的争斗
在约翰斯顿的参议员生涯中扮演重要角色的另一个政治议题是供资者和重新调整者的辩论。供资者要求各州全额偿还内战前欠下的债务，重新调整者则倾向降低欠款数额:233–238。这场争议在弗吉尼亚州保守党瓦解、重新调整者党和民主党成立中达到高潮。威廉·马洪成为重新调整者党的领导人，该党于1879年取得州议会主控权，但没有取得州长席位:182。州议会于是选举马洪继任民主党人罗伯特·威瑟斯（Robert E. Withers）出任联邦参议员:183，但由于缺少州长支持，他们还是无法制订相应改革方案。重新调整者党的下一次机会是1881年选举，他们的目标是争取州长席位，但最重要的还是继续控制州议会，以便推举其他人选取代约翰斯顿:186。最终重新调整者党在选举中获胜，并以81票对49票选派马洪的“亲密朋友”，党派干将哈里森·赖德尔伯格（Harrison H. Riddleberger）继任参议员席位:189; 216 fn 95。

## 辞世和影响
从参议员位置卸任后，约翰斯顿继续从事法律工作。1889年2月27日，约翰·沃菲尔德·约翰斯顿在弗吉尼亚州里士满辞世，享年70岁。他的意识在临死前都很清醒，知道自己即将去世。3月1日，家人将他的遗体从里士满运到威斯维尔，然后下葬在圣玛丽公墓。
1903年5月11日，华盛顿县法院举行仪式，悬挂多位已故法官的肖像，呈放约翰斯顿的肖像时有大卫·贝利（David F. Bailey）在旁介绍:601–602，他的演讲这样说道：
|  | 他不是演说家，但却是强大的辩手——擅长提出轮廓清晰的论点。他是危险的对手，从不偷懒，从不消沉……对任何事情，他都有温和的态度，不会对任何事物表现狂热。他是穷人的朋友，这在华盛顿县内人尽皆知。只要力所能及，他总是慷慨解囊。他在任何时候都是青年律师的朋友。 |

约翰斯顿去世时，他的夫人妮基蒂还在世，她于1908年6月9日去世，终年89岁。

## 扩展阅读
- John Warfield Johnston.  563 (20). Washington D.C.: Senate of the United States. 1878  [2015-11-12].
- . The North American Review (Cedar Falls, Iowa: University of Northern Iowa). 1882-02, 134 (303)  [2015-11-13].
- . The North American Review (Cedar Falls, Iowa: University of Northern Iowa). 1885-03, 140 (340)  [2015-11-13].
- . The Century (New York). 1886-05, 32 (1)  [2015-11-13].
- Wallenstein, Peter; Wyatt-Brown, Bertram (编). . Charlottesville, Virginia: University of Virginia Press. 2005. ISBN 0-8139-2315-8.

| 美国参议院           | 美国参议院                                                | 美国参议院                 |
| -------------------- | --------------------------------------------------------- | -------------------------- |
| 前任者： 约翰·卡莱尔 | 美國弗吉尼亚州（第2類）參議員 1870年1月26日至1883年3月4日 | 繼任者： 哈里森·赖德尔伯格 |